# Dodecaedro triaumentado
Em geometria, o dodecaedro triaumentado é um dos sólidos de Johnson (J61). Pode ser visto como um dodecaedro com três pirâmides pentagonais (J2) acoplada a três faces não-adjacentes.